# George Ward Hunt
George Ward Hunt (ur. 30 lipca 1825 w Buckhurst w hrabstwie Berkshire, zm. 29 lipca 1877 w Bad Homburg vor der Höhe) – brytyjski polityk, członek Partii Konserwatywnej, minister w rządach lorda Beaconsfielda.
Wykształcenie odebrał w Christ Church na Uniwersytecie Oksfordzkim. Uczelnię ukończył w 1851 r. 21 listopada tego roku rozpoczął praktykę adwokacką w korporacji Inner Temple. W 1857 r. poślubił Alice Eden. Pod koniec tego roku został wybrany do Izby Gmin jako reprezentant okręgu North Northamptonshire.
W latach 1866–1868 był finansowym sekretarzem skarbu. W krótko istniejącym pierwszym rządzie Disraelego był kanclerzem skarbu. Po powrocie konserwatystów do władzy w 1874 r. został pierwszym lordem Admiralicji. Zmarł podczas sprawowania urzędu w 1877 r.